# آلویسیوس لیلیوس
آلویسیوس لیلیوس (به انگلیسی: Aloysius Lilius) (حدود ۱۵۷۶-۱۵۱۰)، که همچنین با نام‌های لوئیجی لیلیو، لوئیجی جیلیو شناخته شده‌است، یک دکتر، ستاره شناس، فیلسوف و گاه‌شماردان ایتالیایی بود. او نویسنده اصلی پیشنهادی بود که بعداً به‌عنوان مبنایی برای اصلاح تقویم گریگوری در سال ۱۵۸۲ استفاده شد. 
دهانه‌ای روی ماه، به‌نام لیلیوس نام‌گذاری شده‌است و همچنین به افتخار او سیارکی نیز به‌نام سیارک ۲۳۴۴ لیلیو نام نهاده شده‌است. در علوم رایانه، تاریخ لیلیان معادل تعداد روزهایی است که از تصویب تقویم گریگوری در ۱۵ اکتبر ۱۵۸۲ سپری شده‌است.